# 金木銀行
株式会社金木銀行（かなぎぎんこう）は、かつて青森県北津軽郡金木村（現・五所川原市）に存在した金融機関である。1938年8月、第五十九銀行に買収されるまで事実上津島家の個人銀行として存続した。

## 歴史
はじめは、「津島商行」と呼ばれる小規模な金貨し機関にすぎなかった。1897年（明治30年）7月、津島家は資本金1万円の「合資会社金木銀行」を設立した。1919年（大正8年）、「株式会社金木銀行」に改称。1938年（昭和13年）8月、第五十九銀行に買収された。
『日本全国諸会社役員録 明治33年』によると資本金は「2万円」、『日本全国諸会社役員録 第25回』によると「5万円」、『日本全国諸会社役員録 第38回』によると「25万円」である。

## 役員

### 『日本全国諸会社役員録 明治33年』
- 頭取・津島源右衛門[2] - 小説家太宰治の実父。
- 取締役・高橋彌左衛門[2]
- 取締役兼支配役・野呂寅太郎[2]
- 業務担当社員・津島忠次郎[2]

### 『日本全国諸会社役員録 第25回』
- 頭取・津島源右衛門[3]
- 取締役・高橋彌左衛門、蛯名元太郎、野呂寅太郎、津島忠次郎[3]

### 『日本全国諸会社役員録 第38回』
- 頭取・津島文治[4] - 太宰治の実兄。
- 取締役・高橋彌左衛門、蛯名元太郎、傍島柾之助、津島忠次郎[4]
- 監査役・鳴海周次郎、古川政孝[4]